# (3217) Seidelmann
(3217) Seidelmann est un astéroïde de la ceinture principale.

## Description
(3217) Seidelmann est un astéroïde de la ceinture principale. Il fut découvert le 2 septembre 1980 à la station Anderson Mesa par Edward L. G. Bowell. Il présente une orbite caractérisée par un demi-grand axe de 2,39 UA, une excentricité de 0,26 et une inclinaison de 6,1° par rapport à l'écliptique.

## Compléments